# 1664 Felix
1664 Felix è un asteroide della fascia principale. Scoperto nel 1929, presenta un'orbita caratterizzata da un semiasse maggiore pari a 2,3387983 UA e da un'eccentricità di 0,2242162, inclinata di 6,11896° rispetto all'eclittica.
L'asteroide è dedicato allo scrittore belga Felix Timmermans.